# Michael Cooper (jésuite)
Pour les articles homonymes, voir Michael Cooper et Cooper.
Michael Cooper, né en 1930 à Londres et mort le 31 mars 2018 à Honolulu, est un prêtre jésuite américain, missionnaire au Japon et historien du christianisme. Cooper a beaucoup écrit sur les rencontres entre  les missionnaires jésuites et le Japon aux XVe et XVIe siècles. Il a été rédacteur en chef de la revue Monumenta Nipponica à Tokyo pendant vingt-six ans.

## Écrits
- They came to Japan: An Anthology of European Reports on Japan 1543-1640, University of California Press, 1965
- The Southern barbarians : the first Europeans in Japan, Tokyo ; Palo Alto, Calif. : Kodansha International in cooperation with Sophia University, 1971
- This Island of Japon: João Rodrigues’s Account of 16th Century Japan, Kodansha International, 1973
- Rodrigues the Interpreter: An Early Jesuit in Japan and China, Weatherhill, 1974
- Exploring Kamakura : a guide for the curious traveler, Weatherhill, 1979
- Catalogue of rare books in the Library of the Japan Foundation, Office for the Japanese Studies Center, The Foundation, 1986.
- 'The Early Europeans and Tea', in Paul Varley and Kumakura Isao, eds., Tea in Japan: Essays on the History of Chanoyu, Honolulu: University of Hawaii Press, 1989
- 'Early Western-style Paintings in Japan', in John Breen and Mark Williams, eds., Japan and Christianity: Impacts and Responses, St Martin's Press, 1996
- The Japanese Mission to Europe, 1582-1590: The Journey of Four Samurai Boys through Portugal, Spain and Italy, Global Oriental, 2005.

## Source de la traduction
- (en) Cet article est partiellement ou en totalité issu de l’article de Wikipédia en anglais intitulé « Michael Cooper (historian) » (voir la liste des auteurs).